# Blåklockemalmätare
Blåklockemalmätare (Eupithecia denotata) är en fjärilsart som beskrevs av Achille Guenée 1856. Blåklockemalmätare ingår i släktet Eupithecia och familjen mätare. Arten är reproducerande i Sverige. Inga underarter finns listade i Catalogue of Life.

## Bildgalleri

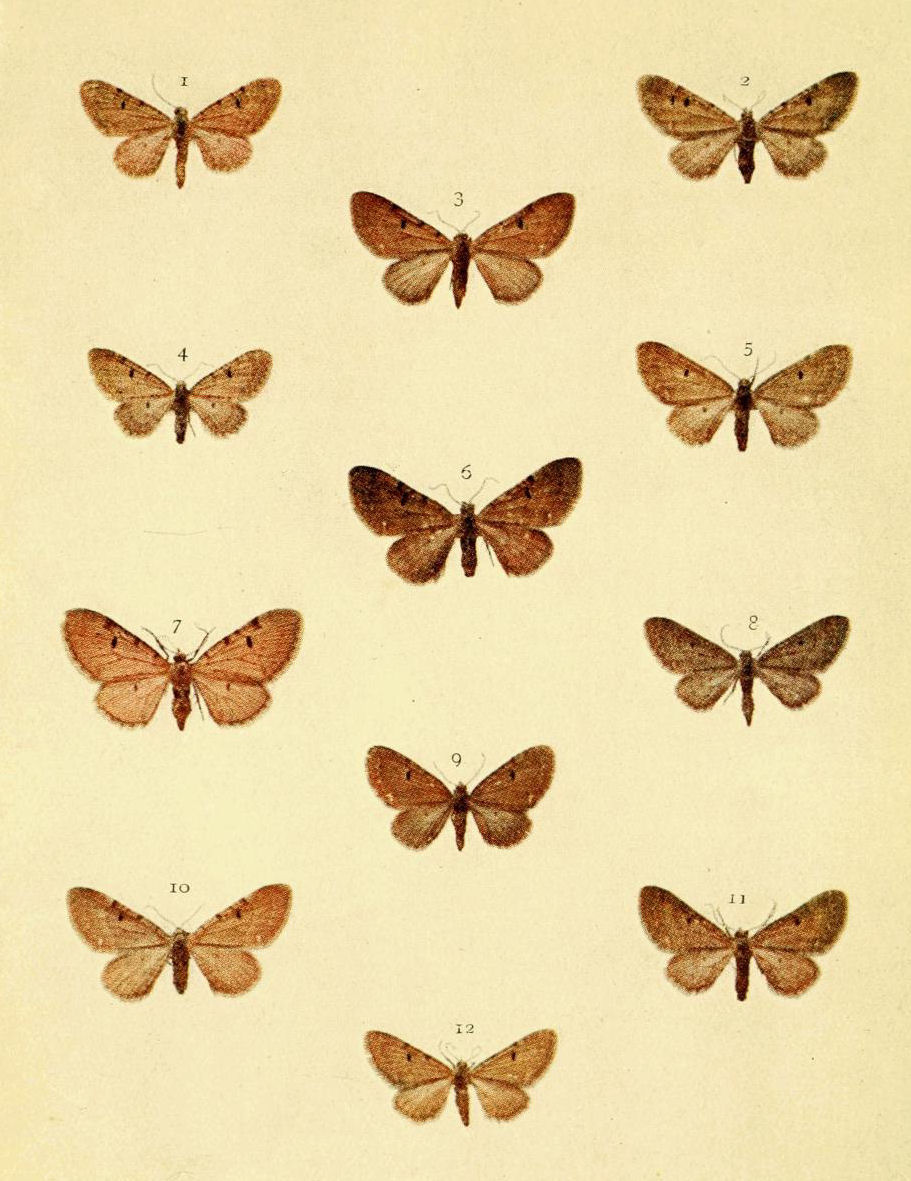